# FK Viləş Masallı
Maillots
Le Futbol Klubu Viləş Masalli (en azéri : Futbol Klubu Viləş Masallı), plus couramment abrégé en FK Viləş Masalli, est un club azerbaïdjanais de football fondé en 1967 et basé dans la ville de Masalli.

## Histoire
Le club est fondé en 1967 sous le nom de FK Masallı. Renommé FK Viləş Masallı en 1992, il reprend le nom de FK Masallı en 2006 avant d'être dissous en 2008. Le club est refondé en 2013 sous le nom de FK Viləş Masallı.
Il évolue onze saisons en première division azerbaïdjanaise ; sa meilleure performance est une 3e place acquise à la fin de la saison 2000-2001.
Au niveau européen, le club participe à la Coupe Intertoto 2000, où il est éliminé dès le premier tour par le club polonais du Zagłębie Lubin, et à la Coupe Intertoto 2001 avec une élimination dès le premier tour face aux Islandais du UMF Grindavík.

## Bilan européen
Note : dans les résultats ci-dessous, le score du club est toujours donné en premier
| Saison | Compétition     | Tour         | Club           | Domicile | Extérieur | Total |
| ------ | --------------- | ------------ | -------------- | -------- | --------- | ----- |
| 2000   | Coupe Intertoto | Premier tour | Zagłębie Lubin | 1 - 3    | 0 - 4     | 1 - 7 |
| 2001   | Coupe Intertoto | Premier tour | UMF Grindavík  | 1 - 2    | 0 - 1     | 1 - 3 |

Légende
- Victoire ou qualification pour le tour suivant
- Match nul
- Défaite ou élimination de la compétition

## Personnalités du club

### Présidents du club
- Murad Ehmedov

### Entraîneurs du club
- Alay Bayramov